# قيسارية
قيسارية هي مدينةٌ فلسطينية، احتلتها العصابات الصهيونية عام 1947. تقع في فلسطين على شاطئ البحر الأبيض المتوسط، وهي من أقدم المناطق التي سكنها البشر، تقع قيسارية إلى الجنوب من مدينة حيفا، وتبعد عنها حوالي 37 كم، بلغت مساحة أراضيها 31786 دونما

## التاريخ
بناها الكنعانيون وسموها (برج ستراتون), وقد أطلق عليها هيرودوس الرومي اسم (قيصرية) نسبة إلى القيصر الروماني (أغسطس قيصر).
قُدر عدد سكانها عام 1922 حوالي (346) نسمة،. وفي عام 1945 كان عدد السكان (1120) نسمة، منهم 960 عربياُ و160 يهودياً.
قامت المنظمات الصهيونية المسلحة بهدم البلدة وتشريد أهلها البالغ عددهم عام 48 حوالي (1114) نسمة وكان ذلك في 15-2-1948 وعلى انقاضها أقام الصهاينة مستعمرة (أور عقيفا) عام 1951، كما ضموا بعض أراضيها إلى مستعمرة (سدوت يام) المجاورة للبلدة والمقامة في عام 1940 على أراضي خربة أبو طنطورة إلى الجنوب من قيسارية، وفي عام 1977 اعترفت الحكومة الإسرائيلية بمركز كيساريا الريفي الإسرائيلي.

## الأماكن الأثرية

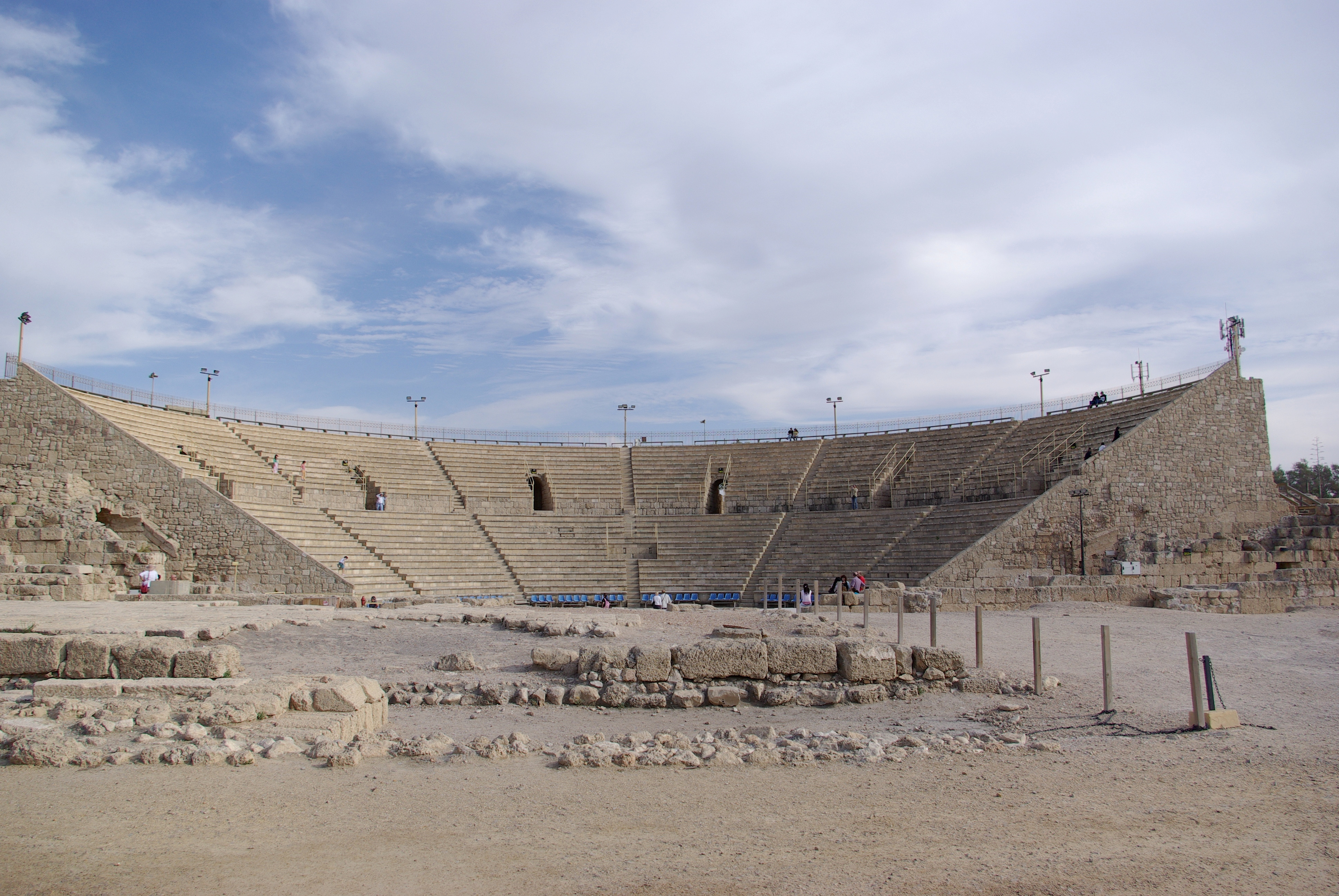
المسرح الروماني

تعد البلدة ذات موقع أثري سياحي، إذ تحتوي على بقايا مدينة رومانية وجدران وميناء وحلبة سباق، ومعبد وجدران صليبية وقاعدة تحصين مائلة وبناء روماني مستطيل الشكل، وأساسات وقطع معمارية، وصخور منحوتة وأقنية ويعتبر موقعها حافل بالآثار الرومانية والبيزنطية والإسلامية والصليبية وإلى أن هناك بعض المباني القديمة يحافظ على شكله إلى حد بعيد.

## احتلال القرية وتطهيرها عرقيا
يذكر المؤرخ الإسرائيلي بِني موريس أن ((قيسارية كانت أولى القرى التي تمت فيها عملية منظمة لطرد السكان العرب، على يد الهاغاناه، في سنة 1948)). إذ احتلت وحدة من البلماح القرية في 15 شباط/فبراير، و((هرب السكان أو أُمروا بالرحيل))، علماً بان بعضهم هرب سابقاً خوفاً من هجوم متوقع. وعندما أصر عشرون قروياً على ملازمة منازلهم حتى بعد أن اُحتلت القرية، دمّرت وحدة من البلماح منازل القرية في 20 شباط/فبراير. وكان قرار تهديم المنازل اتُخذ ف أوائل شباط/فبراير، في اجتماع هيئة الأركان العامة للهاغاناه. لكن موريس يدعي أن المنازل كانت ملكاً لليهود، وأن العرب استأجروها من جمعية استعمار فلسطين اليهودية، وأن ضباط البلماح المشرف على العمليات، يتسحاق رابين، لم يوافق على قرار تدمير القرية. كذلك اعترض على قرار التدمير مسؤول رسمي في حزب مبام اليساري، قائلاً إن سكان القرية ((عملوا كل ما في وسعهم للمحافظة على السلام في قريتهم وجوارها)). وقد دُمّر ثلاثون منزلاً، واستُبقيت ستة منازل بسبب نقص في المتفجرات. وكان التدمير في السياق العام لتطهير السهل الساحلي شمالي تل أبيب، في الأشهر الأولى من سنة 1948.

## القرية اليوم

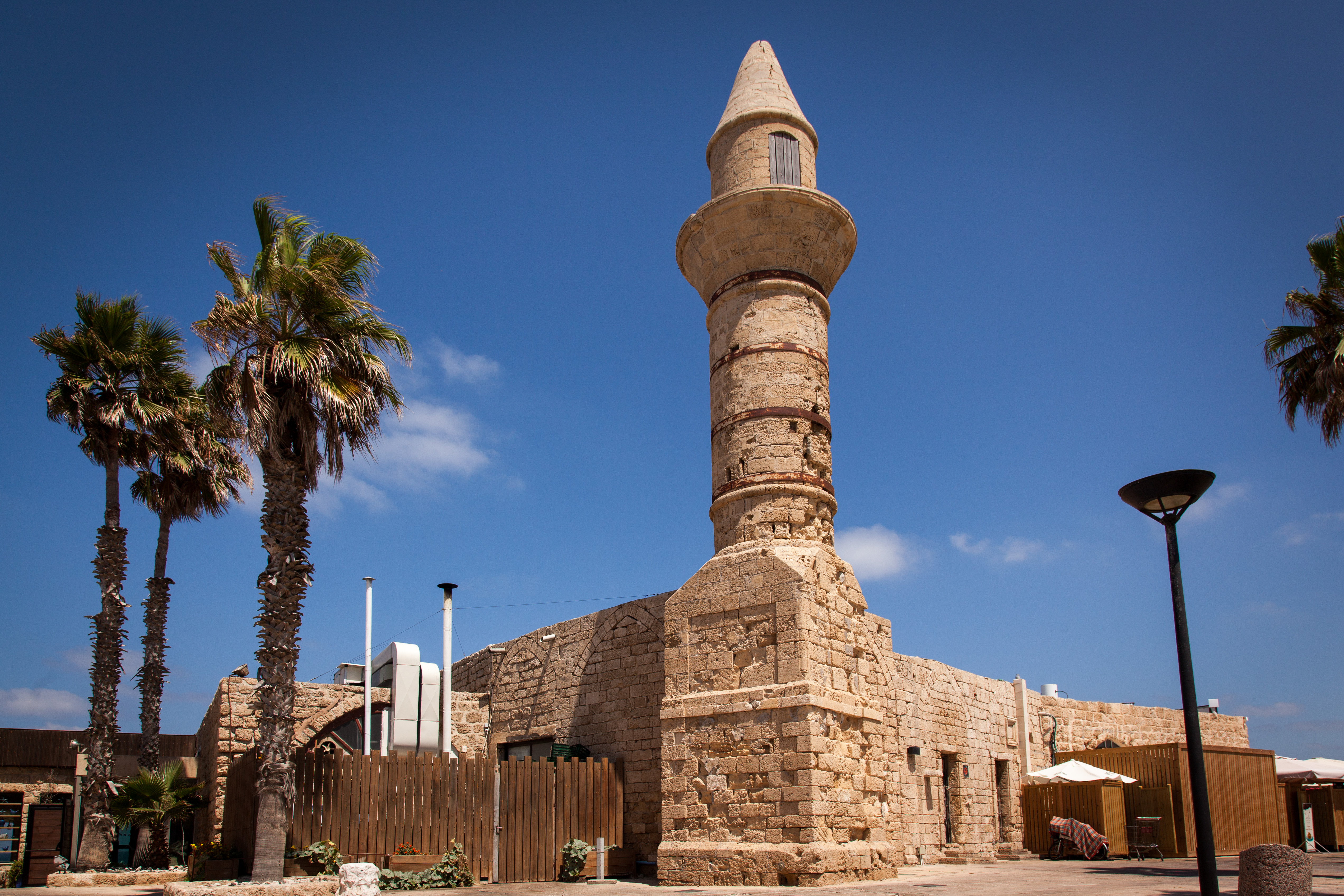
المسجد.

دُمّرت المنازل في معظمها. وفي الأعوام الأخيرة، أجرت فرق إيطالية وأميركية وإسرائيلية تنقيبات في الموقع، على نطاق واسع، وحُوّل إلى منطقة سياحية. وباتت المنازل الباقية مطاعم في معظمها، وحوِّل مسجد القرية إلى بار.

## الاستيطان
في سنة 1940، أُنشئ كيبوتس سدوت يام على ما كان تقليديًا من أراضي القرية، وذلك على بُعد كيلومتر إلى الجنوب من موقعها. وأُنشئت مستعمرة أُخرى اسمها أور عقيفا شمالي شرقي القرية، في سنة 1951. وهي الآن بلدة صغيرة يبلغ عدد سكانها أكثر من 7000 نسمة، وتمتد داخل أراضي القرية. وفي سنة 1977. اعترفت حكومة إسرائيل بمركز كيساريا الريفي الإسرائيلي.

## أعلام بارزون
- أحمد الحاج علي